# Emmanuel Duah
Emmanuel Duah (14 de novembro de 1976) é um ex-futebolista profissional ganês que atuava como meia.

## Carreira
Emmanuel Duah representou a Seleção Ganesa de Futebol nas Olimpíadas de 1996.